# 박제

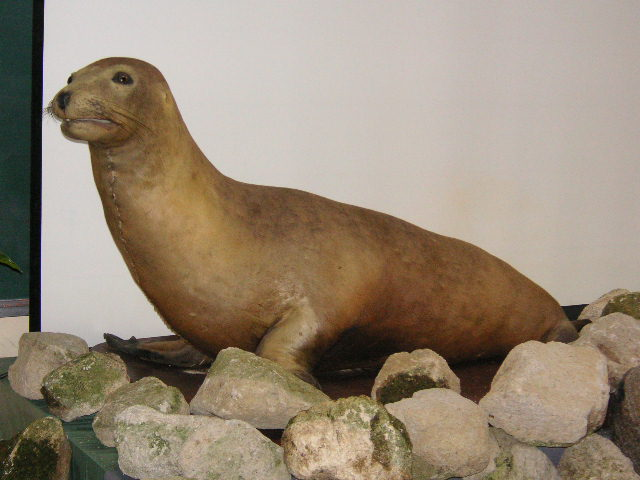
박제된 바다사자.

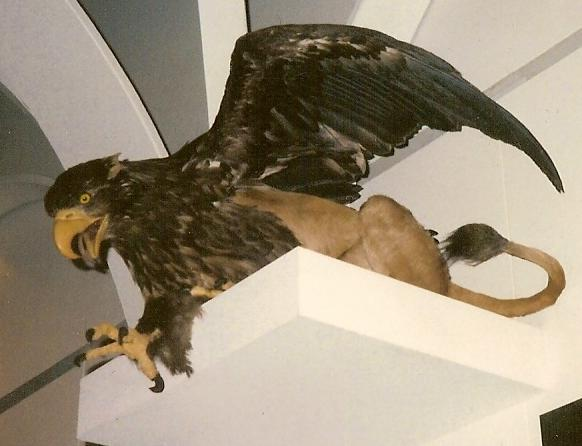
박제한 그리핀 (코펜하겐의 한 박물관)

박제(剝製, taxidermy)는 동물의 가죽을 보존하는 방법이다.
박제를 업으로 하는 사람을 박제사라고 한다.

## 같이 보기
- 동결 건조